# Maricha

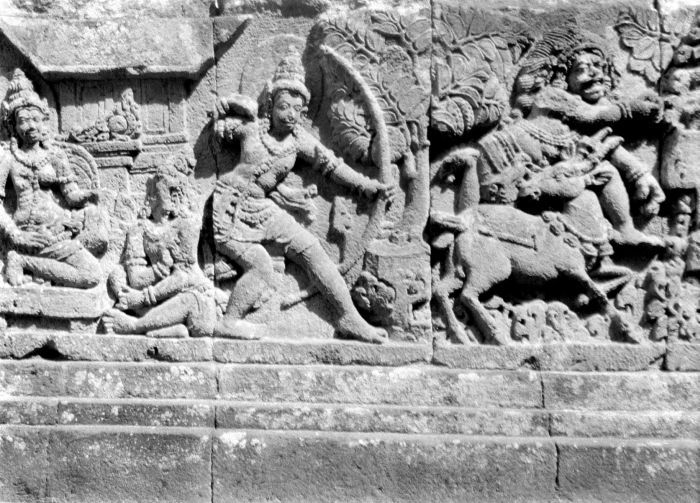
El rey Rama le dispara un flechazo al demonio Maricha, con forma de ciervo. (Bajorrelieve del siglo IX; templo del Trimurti, uno de los 240 templos Prambanan, en la isla de Java (Indonesia).

En el marco de la mitología hinduista, Maricha fue un ráksasa que desempeñó un papel pequeño pero importante en el texto épico Ramaiana (hacia el siglo III a. C.)

## Etimología
- mārīca, en el sistema AITS (alfabeto internacional para la transliteración del sánscrito).
- मारीच en escritura devanagari del sánscrito.
- Pronunciación: /marícha/.[1]
- Etimología: ‘descendiente de [el sabio] Márichi’.[1]
- Marica (Maricha) en idioma indonesio
- Martanja (/martánsha/) en idioma malayo
- Marichan en idioma tamil
- มารีจ (Marit) en idioma tailandés

## Leyendas
Maricha fue arrojado a una isla remota por un flechazo del joven rey-dios Rama cuando trató de interrumpir un iagñá (sacrificio de fuego) del sabio Visuá Mitra.
Después de eso, Maricha llegó a tener mucho miedo ante la sola mención del nombre de Rama.
En el texto sánscrito Nama-ramaiana, Rama se describe como «Maricha-adini pataka rama» (‘Rama, el que salvó a Maricha y otros’).
Años más tarde, el ráksasa Ravana se esforzó por secuestrar a Sita (la esposa de Rama) y por lo tanto le pidió ayuda a Maricha. Entonces Maricha se convirtió en un venado de oro. El brillo dorado del ciervos atrajo a Sita, que le pidió insistentemente a Rama que lo atrapara para ella, ya que el ciervo había conseguido obnubilar a Sita a través de sus artes. Aunque Rama entendió que un ciervo de oro no era natural, y por lo tanto era potencialmente peligroso, Sita insistió en tenerlo, presa del engaño. Rama le pidió a su hermano Láksman que cuidara de Sita, mientras él salió a cazar al ciervo.
Durante la persecución del ciervo, Rama llegó a la conclusión de que el comportamiento era innatural, y seguramente malvado. Por lo tanto, decidió matarlo en vez de capturarlo vivo para Sita. Después de una larga persecución, lo atravesó con una flecha. Pero antes de morir, el ciervo imitó la voz de Rama clamando ayuda a Sita y Laksmaná. Sita cayó presa de la trampa y le pidió a su cuñado Laksmana que fuera a salvar a Rama. Lakshmana insistió en que nadie podría dañar a Rama. Sita, desesperada, acusó a Lakshmana de desear que su hermano Rama muriera, para quedarse con ella. Herido en su devoción a su cuñada, Lakshmana salió en busca de Rama. De esa manera, Sita quedó sola y Ravana pudo secuestrarla.
En la versión del Ramaiana escrita por Valmiki, Maricha era hijo de Suketu. Tenía una hermana llamada Tataka. En cambio en otras versiones, era hijo de Tataka.